# Тојшниц
Тојшниц (њем. Teuschnitz) град је у њемачкој савезној држави Баварска. Једно је од 18 општинских средишта округа Кронах. Према процјени из 2010. у граду је живјело 2.119 становника. Посједује регионалну шифру (AGS) 9476180.

## Географски и демографски подаци
Тојшниц се налази у савезној држави Баварска у округу Кронах. Град се налази на надморској висини од 614 метара. Површина општине износи 34,3 km². У самом граду је, према процјени из 2010. године, живјело 2.119 становника. Просјечна густина становништва износи 62 становника/km².